# Eremanthe chemsaki
Eremanthe chemsaki là một loài bướm đêm trong họ Crambidae.